# Rita rita
Rita rita és una espècie de peix de la família dels bàgrids i de l'ordre dels siluriformes.

## Morfologia
- Els mascles poden assolir 150 cm de longitud total.[1][2]

## Alimentació
Menja insectes, mol·luscs, gambes i peixos.

## Hàbitat
És un peix demersal i de clima tropical (18 °C-26 °C).

## Distribució geogràfica
Es troba a Àsia: l'Afganistan, el Pakistan, l'Índia, el Nepal, Bangladesh i Myanmar.